# Монтаня
Монта̀ня (на италиански: Montagna; на немски: Montan, Монтан) е село и община в Северна Италия, автономна провинция Южен Тирол, автономен регион Трентино-Южен Тирол. Разположено е на 497 m надморска височина. Населението на общината е 1633 души (към 2010 г.).

## Език
Официални общински езици са и италианският и немският. Най-голямата част от населението говори немски. В общината се говори и други романски език, ладинският.
| %     | Роден език      |
| 6,94  | Италиански език |
| 92,54 | Немски език     |
| 0,52  | Ладински език   |